# Société des Avions Marcel Bloch
L'anomenada Société des Avions Marcel Bloch fou empresa francesa de construcció i desenvolupament d'avions civils i militars fundada per Marcel Bloch a la fi de la dècada dels anys vint. En un principi enfocada a l'aviació civil però que amb les creixents tensions entre França i el Tercer Reich alemany, dissenyà avions militars per l'Armée de l'Air. Amb la fí de la Segon Guerra Mundial, Marcel Bloch canvià el seu cognom per Dassault refundant l'empresa sota el nom Dassault Aviation.

## Dissenys

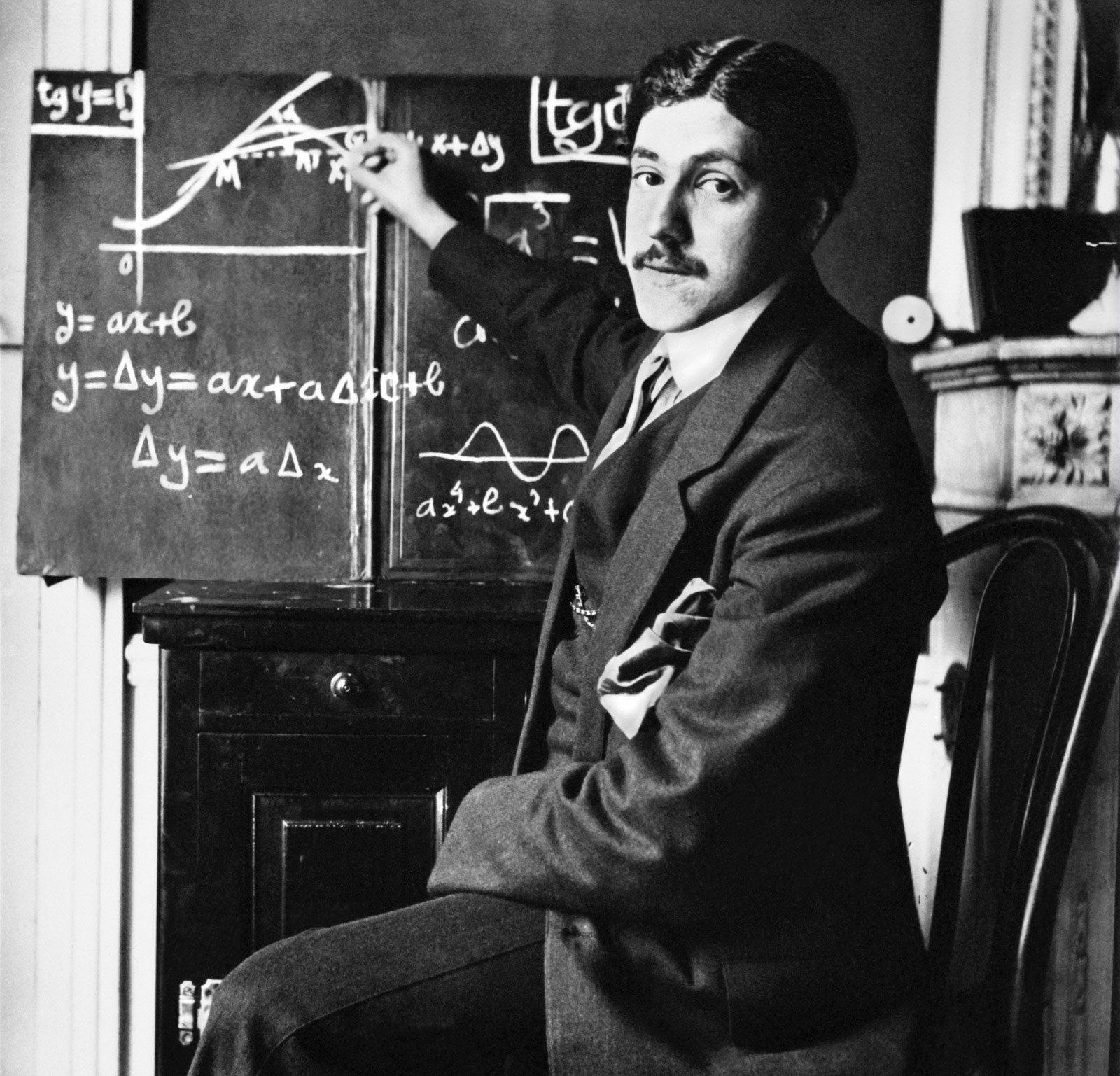
Marcel Bloch.

### Civils
- MB.60 & MB.61, 1930.
- MB.90 & MB.92 1932.
- MB.120, 1932.
- MB.110, 1933.
- MB.220, 1935.
- MB.300, 1935.
- MB.161 - 1939.

### Militars
- MB.80 & MB.81 1932.
- MB.200, 1933.
- MB.210 & MB.211, 1934.
- MB.130, 1935.
- MB.211, 1935.
- MB.131, 1936.
- MB.150 & MB.157, 193.7.
- MB.133, 1937.
- MB.134, 1937.
- MB.170 & MB.176, 1938.
- MB.462, c.1938.
- MB.500, 1938.
- MB.690, c.1938.
- MB.730, c.1938.
- MB.135, 1939.
- MB.480, 1939.
- MB.162, 1940.
- MB.700, 1941.
- MB.800, 1947.